# Tourterelle vineuse
Streptopelia vinacea
Espèce
Statut de conservation UICN

 LC  : Préoccupation mineure
La Tourterelle vineuse (Streptopelia vinacea) est une espèce d’oiseaux de la famille des Columbidae.
Son aire s'étend principalement à travers le Sahel et le Soudan (région).